# Torneo Internacional Clausura 2010
El Torneo Internacional Clausura 2010 fue un torneo internacional amistoso de voleibol femenino con miras al Campeonato Mundial Juvenil de Perú 2011. Fue organizado por la Federación Peruana de Voleibol y por Frecuencia Latina. Se llevó a cabo del 9 al 10 de diciembre de 2010 en el Coliseo Niño Héroe Manuel Bonilla de Lima, Perú.

## Equipos participantes
| Confederación | Selecciones     |
| ------------- | --------------- |
| CSV           | Perú ¹ Perú ²   |
| NORCECA       | Costa Rica Cuba |

- (¹) - Selección juvenil del Perú.
- (²) - Selección de menores del Perú.

## Fase única

### Resultados
| Fecha    | Encuentro          | Resultado | Set   | Set   | Set   | Set | Set | Puntuación total |
| Fecha    | Encuentro          | Resultado | 1     | 2     | 3     | 4   | 5   | Puntuación total |
| -------- | ------------------ | --------- | ----- | ----- | ----- | --- | --- | ---------------- |
| 09-12-10 | Perú¹ - Cuba       | 3-0       | 25-15 | 27-25 | 25-18 |     |     | 77-58            |
| 10-12-10 | Perú² - Cuba       | 0-3       | 21-25 | 15-25 | 22-25 |     |     | 58-75            |
| 10-12-10 | Perú¹ - Costa Rica | 3-0       | 25-8  | 25-12 | 25-6  |     |     | 75-26            |

### Clasificación
| Pos | Equipo     | PJ | PG | PP | SF | SC | PTS |
| --- | ---------- | -- | -- | -- | -- | -- | --- |
| 1   | Perú¹      | 2  | 2  | 0  | 6  | 0  | 4   |
| 2   | Cuba       | 2  | 1  | 1  | 3  | 3  | 3   |
| 3   | Perú²      | 1  | 0  | 1  | 0  | 3  | 1   |
| 4   | Costa Rica | 1  | 0  | 1  | 0  | 3  | 1   |

## Campeón
| Perú           |
| Campeón        |
| PERÚ 1º título |

## Clasificación general
| Pos | Equipo     |
| --- | ---------- |
| 1   | Perú¹      |
| 2   | Cuba       |
| 3   | Perú²      |
| 4   | Costa Rica |